# Santiago de Compostela
Santiago de Compostela  är en kommun. Den ligger i provinsen A Coruña i den autonoma regionen Galicien i nordvästra delen av landet, 500 km väster om huvudstaden Madrid. Antalet invånare är 99 536 (2024). Staden är centralort i Galicien och är en av Europas viktigaste vallfartsorter.

## Historia

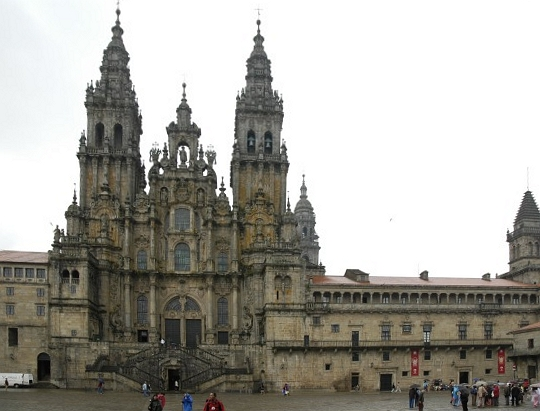
Katedralen i Santiago de Compostela.

### Grav och kyrkor
År 813 e.Kr upptäcktes här en grav som man ansåg tillhörde aposteln Jakob den äldre. Han hade visserligen blivit avrättad i Jerusalem, men man menade att hans kvarlevor förts till Spanien där han en tid varit verksam.
Graven blev snart känd i hela Västeuropa och ledde till att pilgrimer strömmade till från alla håll. Längs pilgrimsvägarna drogs man samtidigt till andra och mindre vallfartsorter. Till de medeltida pilgrimerna hörde bland andra den heliga Birgitta och hennes make Ulf Gudmarsson som vandrade dit 1341–1342. Santiago de Compostela utgör alltjämt ett pilgrimsmål av stor betydelse, och vandringsleden dit kallas för Jakobsleden.
I Santiago de Compostela finns en stor katedral, påbörjad cirka 1075. Den byggdes på resterna av en tidigare kyrka som i sin tur rests på platsen för Jakobs grav. Påven Calixtus II grundade ett ärkebiskopssäte där 1120, och ärkebiskopen har sin cathedra i katedralen.

### Övrigt
Stadens universitet, Universidad de Santiago de Compostela, inrättades 1532 och år 1556 började de första grammatik- och konstklasserna undervisas. Gamla staden i Santiago de Compostela blev 1985 uppsatt på Unescos världsarvslista. Även pilgrimsleden genom Frankrike och Spanien (vilken bland annat passerar genom Ostabat-Asme i Frankrike och Roncesvalles i Spanien) finns med på världsarvslistan – se vidare Jakobsleden.

## Demografi
| Demografisk utveckling för Santiago de Compostela mellan 1900 och 2013 |        |        |        |        |        |
| 1900                                                                   | 1930   | 1950   | 1981   | 2004   | 2013   |
| 24 120                                                                 | 38 270 | 55 553 | 82 404 | 92 298 | 96 800 |